# Palacio de Andafiavaratra
El Palacio de Andafiavaratra (en francés: Palais d'Andafiavaratra) está situado en la colina más alta de la ciudad capital de Antananarivo, fue la residencia del primer ministro de Madagascar Rainilaiarivony, quien gobernó durante la etapa del reino en la isla en el siglo XIX. El edificio que actualmente funciona como museo, posee 1466 objetos estimados como de importancia histórica para el Reino de Madagascar que fueron rescatados del incendio de 1995 en la Rova de Antananarivo.